# Lupaeus lenis
Lupaeus lenis är en spindeldjursart som först beskrevs av Corpuz-Raros 1996.  Lupaeus lenis ingår i släktet Lupaeus och familjen Cunaxidae. Inga underarter finns listade i Catalogue of Life.